# Richard Ashworth
Richard James Ashworth (ur. 17 września 1947 w Folkestone) – brytyjski polityk i rolnik, poseł do Parlamentu Europejskiego VI, VII i VIII kadencji.

## Życiorys
Uzyskał wykształcenie średnie i dyplomy instytutów agronomicznych. Prowadził gospodarstwo rolne w Nowej Zelandii, następnie od 1972 do 2001 w East Sussex. Pod koniec lat 70. założył własne przedsiębiorstwo przetwórcze, kierował też firmą United Milk PLC i związkiem farmerów.
W 2004 uzyskał mandat posła do Parlamentu Europejskiego. Został wybrany z listy Brytyjskiej Partii Konserwatywnej. Zasiadał w Komisji Budżetowej, Delegacji do wspólnej komisji parlamentarnej Unia Europejska-Meksyk oraz w Delegacji do spraw stosunków z Mercosurem. W 2009 uzyskał reelekcję. W VII kadencji wstąpił do nowej grupy pod nazwą Europejscy Konserwatyści i Reformatorzy, został też członkiem Komisji Rolnictwa i Rozwoju Wsi. W 2014 po raz trzeci z rzędu uzyskał mandat eurodeputowanego. W trakcie kadencji VIII kadencji PE przeszedł do frakcji chadeckiej, przestał też być członkiem Partii Konserwatywnej. W 2019 dołączył do nowej formacji pod nazwą The Independent Group.